# Municipio de Salem (condado de Wyandot)
El municipio de Salem (en inglés: Salem Township) es un municipio ubicado en el condado de Wyandot en el estado estadounidense de Ohio. En el año 2010 tenía una población de 1001 habitantes y una densidad poblacional de 10,62 personas por km².

## Geografía
El municipio de Salem se encuentra ubicado en las coordenadas 40°52′7″N 83°21′8″O / 40.86861, -83.35222. Según la Oficina del Censo de los Estados Unidos, el municipio tiene una superficie total de 94.22 km², de la cual 94,15 km² corresponden a tierra firme y (0,07 %) 0,06 km² es agua.

## Demografía
Según el censo de 2010, había 1001 personas residiendo en el municipio de Salem. La densidad de población era de 10,62 hab./km². De los 1001 habitantes, el municipio de Salem estaba compuesto por el 99,6 % blancos, el 0,1 % eran afroamericanos y el 0,3 % eran de una mezcla de razas. Del total de la población el 1,2 % eran hispanos o latinos de cualquier raza.